# The Lesser Evil
The Lesser Evil er en amerikansk stumfilm fra 1912 af D. W. Griffith.

## Medvirkende
- Blanche Sweet.
- Edwin August.
- Mae Marsh.
- Alfred Paget.
- Charles Hill Mailes.